# 西胆振行政事務組合
西胆振行政事務組合（にしいぶりぎょうせいじむくみあい）は、北海道伊達市、虻田郡洞爺湖町、虻田郡豊浦町、有珠郡壮瞥町が組織する一部事務組合（消防組合）。

## 沿革
「西胆振消防組合の沿革」参照
- 1970年（昭和45年）：虻田町・豊浦町・壮瞥村・洞爺村により「西胆振消防組合」発足。虻田支署、洞爺湖温泉支署、豊浦支署、壮瞥支署、洞爺支署発足。伊達町（現在の伊達市）と消防相互応援協定締結。壮瞥支署、豊浦支署大岸分遣所、豊浦支署礼文華分遣所新築。
- 1971年（昭和46年）：洞爺支署改築。消防本部・消防署・虻田支署合同庁舎新築。
- 1972年（昭和47年）：大滝村が加入し、大滝支署発足。
- 1974年（昭和49年）：羊蹄山ろく消防組合と消防相互応援協定締結。
- 1975年（昭和50年）：室蘭市と消防相互応援協定締結。
- 1977年（昭和52年）：消防本部・消防署が洞爺湖温泉に移転し、洞爺湖温泉支署との合同庁舎になる。大滝村合同庁舎新築により、大滝支署移転。
- 1978年（昭和53年）：壮瞥支署久保内分遣所新築。
- 1980年（昭和55年）：消防署と洞爺湖温泉支署が統合。
- 1981年（昭和56年）：長万部町と消防相互応援協定締結。
- 1985年（昭和60年）：千歳市と消防相互応援協定締結。
- 1988年（昭和63年）：登別市と消防相互応援協定締結。
- 1991年（平成03年）：全道広域消防応援協定締結。
- 1993年（平成05年）：大岸分遣所、礼文華分遣所を豊浦支署に統合。
- 1996年（平成08年）：消防組合総合庁舎完成。消防緊急通信指令施設I型導入。
- 2001年（平成13年）：消防署温泉分署設置。
- 2003年（平成15年）：虻田町役場・消防本部・消防署合同庁舎完成。豊浦支署新築。
- 2006年（平成18年）：伊達市が加入し、伊達消防署発足。消防本部が伊達市に移転し、伊達消防署との合同庁舎になる。伊達市と大滝村が合併。
- 2008年（平成20年）：壮瞥支署新築（道の駅そうべつ情報館i(アイ)との合築）。
- 2012年（平成24年）：2署体制（洞爺湖消防署、伊達消防署）を1署体制（伊達消防署）へ、洞爺湖消防署と温泉分署を統合して洞爺湖支署へと組織改編。
- 2015年（平成27年）：伊達消防署有珠出張所、伊達消防署黄金出張所を伊達消防署有珠分遣所、伊達消防署黄金分遣所に改称。
- 2016年（平成28年）：高機能指令センター運用開始[4]。洞爺湖支署洞爺出張所新築[5]。
- 2017年（平成29年）：衛生部新設に伴い、「西胆振行政事務組合」と改称。
- 2022年（令和4年）：伊達消防署有珠分遣所を閉所。伊達消防署有珠分遣所は「伊達消防団第3分団詰所」として機能。

## 組織
- 消防本部
  - 総務課
  - 消防課
  - 伊達消防署
    - 警防課
    - 予防課
    - 庶務課
    - 大滝出張所
    - 黄金分遣所
    - 洞爺湖支署
      - 洞爺出張所

    - 豊浦支署
    - 壮瞥支署
- 衛生部
  - 衛生課

## 消防車両
「消防機械器具配置状況」参照
- 屈折はしご車：1
- 消防ポンプ自動車：6
- 水槽付ポンプ自動車：9
- 化学車：1
- 大型水槽車：4
- 救急自動車：5
- 救助工作車：1
- 指揮車：3
- 本部連絡車：1
- 本部事務連絡車：1
- 連絡車：4
- 査察車：1
- 防災活動車：1
- 宝くじ号：1
- 起震車：1
- 除雪車：3
- 軽貨物用車：1
- マイクロバス：1い

## 消防署
| 消防署     | 住所               | 支署                                                                                     | 出張所                                                | 分遣所                    |
| ---------- | ------------------ | ---------------------------------------------------------------------------------------- | ----------------------------------------------------- | ------------------------- |
| 伊達消防署 | 伊達市松ヶ枝町13-1 | 洞爺湖：虻田郡洞爺湖町栄町58 豊浦：虻田郡豊浦町字旭町44-69 壮瞥：有珠郡壮瞥町滝之町384-1 | 大滝：伊達市大滝区本町85 洞爺：虻田郡洞爺湖町洞爺町48 | 黄金：伊達市北黄金町75-74 |